# ريتشارد نيل (لاعب كرة قدم أمريكية)
ريتشارد نيل (بالإنجليزية: Richard Neal)‏ هو لاعب كرة قدم أمريكية أمريكي، ولد في 2 سبتمبر 1947 في مندن في الولايات المتحدة، وتوفي في 5 أبريل 1983 في سانت لويس في الولايات المتحدة.

## وصلات خارجية
- ريتشارد نيل على موقع مرجع كرة القدم المحترفة.كوم (الإنجليزية)